# Farim

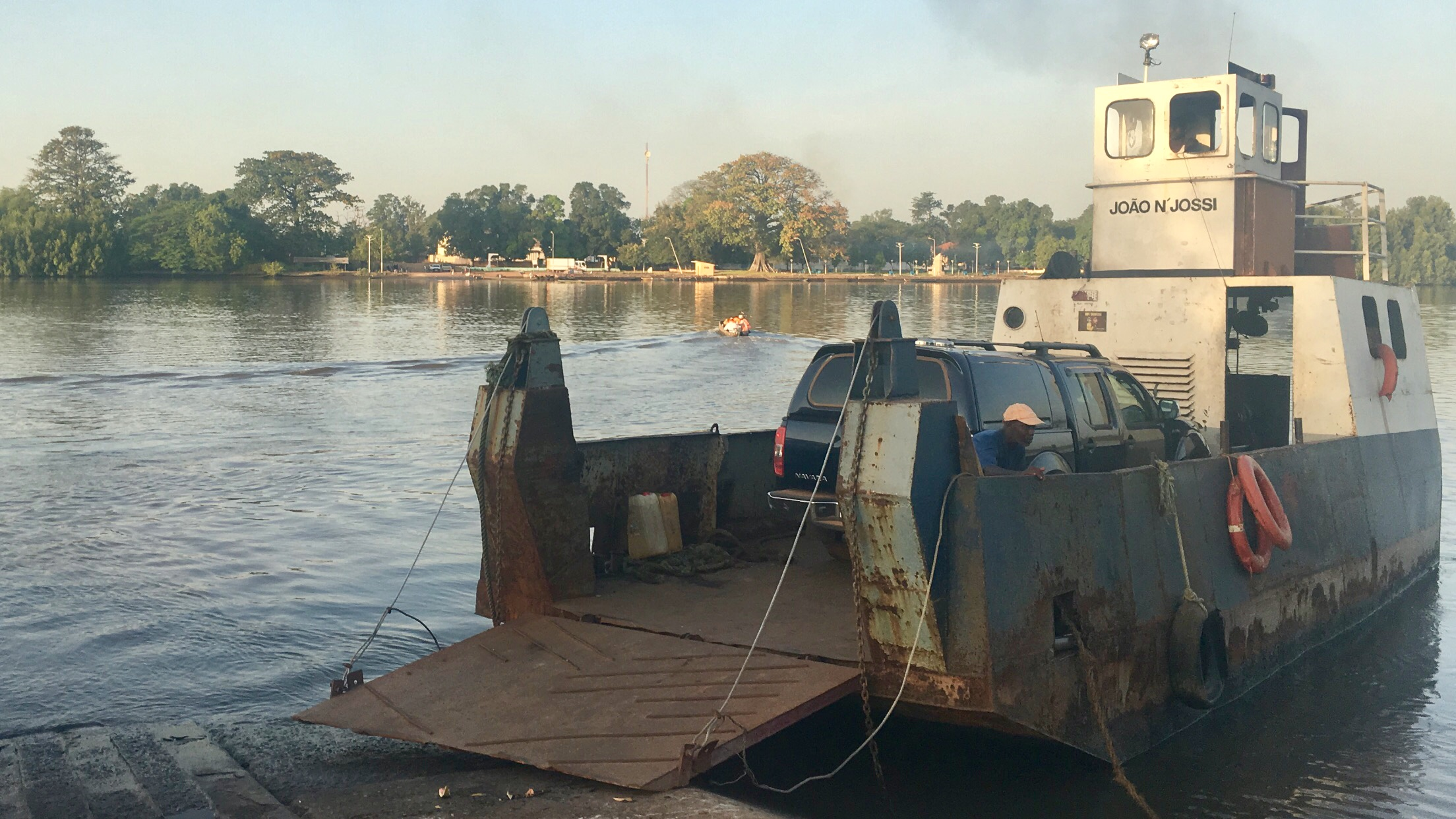
Bac pour traverser le Rio Cacheu.

Farim est une ville du Guinée-Bissau. Lors de l'estimation de 2008, il y avait 6 405 habitants.

## Personnalités nées à Farim
- Vasco Cabral (1926-2005), écrivain et homme politique

## Jumelages
Coopérations
- Aveiro (Portugal)